# Rio dos Cedros (rio de Santa Catarina)
O rio dos Cedros é um curso de água do estado de Santa Catarina, no Brasil. 
Nasce em Rio dos Cedros na serra de Jaraguá (parte da serra do Mar) e, correndo de noroeste para sudeste, banha as cidades de Rio dos Cedros e Timbó.
Na altura da cidade de Timbó, desagua no rio Benedito, do qual é o principal afluente. 